# István Kausz
István Kausz (n. 18 august 1932, Budapesta, Regatul Ungariei – d. 3 iunie 2020, Budapesta, Ungaria) a fost un scrimer maghiar, medaliat olimpic. A participat la 2 ediții ale Jocurilor Olimpice (1960, 1964) în care a câștigat o medalie de aur.